# Anderson, South Carolina
Anderson är en stad i Anderson County, South Carolina, USA. År 2015 bodde det uppskattningsvis 27 335 invånare i staden. Anderson är administrativ huvudort i Anderson County.